# David Duchovny
David William Duchovny (* 7. srpna 1960, New York, USA) je americký herec, režisér a zpěvák, známý především pro postavy speciálního agenta Foxe Muldera, kterého ztvárňoval v seriálu Akta X v letech 1993–2001 a sukničkářského spisovatele Hanka Moodyho ze seriálu Californication (2007–2014).

## Mládí
Narodil se jako druhé dítě Amramovi Duchovnému, spisovateli a novináři, a Margaret, skotsko-americké učitelce. Zbytek jeho nejbližší rodiny tvoří bratr Daniel a sestra Laurie. Když bylo Davidovi pouhých 11 let, jeho rodiče se rozvedli. Otec Amram, který pocházel z ukrajinské židovské rodiny se odstěhoval za prací do Bostonu (zemřel v roce 2003 po dlouhé srdeční chorobě) a matka zůstala s Davidem v New Yorku, kde si našla nového přítele. Velmi dbala na to, aby se jejím dětem dostalo co nejlepšího vzdělání, a tak mu bylo umožněno nastoupit na prestižní soukromou Princetonskou univerzitu, kde v roce 1982 získal bakalářský titul z anglické literatury (B.A.). Magistrem (M.A.) téhož oboru se stal na Yale University ve státě Connecticut.
Kromě studií se mu také dařilo ve sportu, když se dokonce dostal do školního týmu basketbalu. Postgraduální studia na Yale (Ph.D.) nedokončil. Aby si vydělal, zkusil své štěstí v reklamě, což se stalo jedním z nejzlomovějších okamžiků jeho života. Herectví ho začalo velmi bavit a stalo se jeho vášní tak silnou, že na školu časem úplně zapomněl.

## Filmová kariéra
Prvních několik let se David ve filmech objevoval v menších vedlejších rolích. Nejinak tomu bylo nejen u jeho debutu, filmu Podnikavá dívka (1988), ale také u všech ostatních filmů, do kterých byl David v následujících cca třech letech obsazen. Na tomto místě je vhodné jmenovat například vedlejší role ve známých snímcích jako Chaplin (1992), komedie Beethoven (1992) nebo erotický film Extáze (1991). První větší úspěchy přichází s akčními filmy Ruce od krve (1997) a Kalifornie (1993), kde se Duchovného filmovým partnerem stává hollywoodská hvězda Brad Pitt. Největší zlom v Duchovného herecké kariéře nastal na začátku roku 1993, kdy byl herec obsazen do nově vznikajícího seriálu Chrise Cartera Akta X. 10. září 1993 měl seriál svoji americkou premiéru a v následujících letech se z něho stal obrovský hit, který si získal fanoušky po celém světě a z velké části se tak stalo i díky postavě sympatického a pohledného agenta, kterou Duchovny přesvědčivě zahrál. Není tedy nijak překvapivé, že Duchovného nejvýznamnější filmovou rolí zůstává ta v celovečerním filmu Akta X (1998), stejně jako je tomu u jeho seriálové partnerky Gillian Andersonové. Natáčení seriálu Akta X trvalo celých devět let až do roku 2002, což jeho hercům znemožňovalo téměř jakoukoliv další práci. Duchovného něco takového velmi znepokojovalo a když jeho touha účinkovat i v jiných filmových projektech definitivně zvítězila, oznámil v roce 2001 odchod ze seriálu.

Toto rozhodnutí, které tisíce fanoušků přijímaly jen velmi těžce, se herci vyplatilo. Filmové role začaly přicházet a i když se v případě filmů jako je Zoolander (2001), Hollywood, Hollywood (2001) a Connie a Carla (2004) jednalo o menší vedlejší role, Duchovny se objevil i v hlavní roli větších filmových projektů. Řeč je především o vysokorozpočtové sci-fi komedii Evoluce (2001) a romantické komedii Vrať se mi (2000). Velký osobní úspěch pro Duchovného pak přišel v roce 2005, kdy si herec napsal a zrežíroval svůj vlastní film, drama Nezapomenutelné dětství, kde se objevil i Robin Williams a Duchovného manželka Téa. V letech 2007 a 2008 se herec úspěšně vrátil do televizního světa, když se objevil v hlavní roli populárního amerického seriálu Californication. Na přelomu roku 2007 a 2008 se Duchovny zúčastnil natáčení druhého celovečerního filmu Akta X, který je pokračováním slavného seriálu.

## Soukromý život
- Téa Leoniová – 6. května 1997 se David Duchovny oženil s touto americkou herečkou. 24. dubna 1999 se hercům narodila dcera Madelaine West Duchovnyová a o tři roky později, 15. června 2002, Leoniová porodila již jejich druhé dítě, syna Kyda Millera Duchovnyho. I přesto, že Duchovny měl vždy přezdívku sukničkáře, roli vzorného otce a manžela zvládá výborně a manželský pár je spolu bez jakýchkoliv skandálů už více než deset let. Rodina momentálně žije v Malibu, v Kalifornii.
- Od roku 2011 žili pro sexuální skandály Davida Duchovnyho odděleně. V roce 2014 pak došlo k rozvodu a bývalí manželé se dohodli na střídavé péči o své dvě děti.

## Diskografie
- Hell or Highwater (2015)
- Every Third Thought (2018)

## Úspěchy

### Zlatý glóbus
- nominace pro nejlepšího herce za roli v dramatickém seriálu Akta X (1995)
- nejlepší herec za roli v dramatickém seriálu Akta X (1996)
- nominace pro nejlepšího herce za roli v dramatickém seriálu Akta X (1997)
- nominace pro nejlepšího herce za roli v dramatickém seriálu Akta X (1998)
- nejlepší herec za roli v seriálu (komedie/muzikál) Californication (2007)
- nominace pro nejlepšího herce za roli v seriálu (komedie/muzikál) Californication (2008)
- nominace pro nejlepšího herce za roli v seriálu (komedie/muzikál) Californication (2009)
- nominace pro nejlepšího herce za roli v seriálu (komedie/muzikál) Californication (2011)

### Cena Emmy
- nominace pro nejlepšího herce ve vedlejší roli v komediálním seriálu The Larry Sanders Show (1997)
- nominace pro nejlepšího herce za hlavní roli v dramatickém seriálu Akta X (1997)
- nominace pro nejlepšího herce za hlavní roli v dramatickém seriálu Akta X (1998)
- nominace pro nejlepšího herce ve vedlejší roli v komediálním seriálu Life with Bonnie (2003)